# Imereti
Imereti (Georgisch: იმერეთი) is een regio (mchare) in het westen van Georgië. De regio heeft een oppervlakte van 6680 km², waarvan 6415 km² door Georgië gecontroleerd wordt,en heeft 442.265 inwoners (2024). De hoofdstad is Koetaisi, de belangrijkste stad van de regio en voormalige hoofdstad van historische West-Georgische koninkrijken en vorstendommen. De gouverneur van Imereti is sinds 22 juli 2019 Zviad Sjalamberidze. De regio heeft twaalf gemeenten, waarvan hoofdstad Koetaisi een zelfstandige stadsgemeente is. De regio komt overeen met het kerngebied van het voormalige Georgische koninkrijk Imeretië.

## Geografie
Imereti ligt in het midden-westen van Georgië en heeft een oppervlakte van 6680 vierkante kilometer. De noordoostelijke hoek van de regio, een gebied ter grootte van ongeveer 265 km², ligt in de praktijk in het afgescheiden Zuid-Ossetië en staat feitelijk niet onder centraal gezag. De regio grenst aan Samegrelo-Zemo Svaneti in het westen, Ratsja-Letsjchoemi en Kvemo Svaneti in het noorden Sjida Kartli in het oosten, Samtsche-Dzjavacheti in het zuiden en Goeria in de zuidwestelijke flank. 

### Rioni
De grootste rivier die geheel in Georgië ligt, de Rioni, heeft haar grote stroomgebied in Imereti te danken aan de gebergtes die rondom de grenzen van de regio bepalen: het Ratsjagebergte in het noorden waarachter de Rioni zijn oorsprong vindt. Het Lichigebergte in het oosten waar belangrijke zijrivieren vandaan komen, zoals de Kvirila en Dziroela, en het Meschetigebergte in het zuiden. De regio is dan ook geografisch zeer divers, maar is gecentreerd rond de vruchtbare riviervallei van de Rioni.     

### Meschetigebergte
Het zuidelijke deel van de regio, dat hoog in het Meschetigebergte ligt is ruig en dunbevolkt. Het kent warmwaterbronnen en diverse kuuroorden die nog uit de Sovjet periode stammen. Dit dichtbeboste gebied is net als in Goeria in opkomst als eco-toerisme bestemming. Hier liggen de hoogste bergen van de regio, waarvan de Mepistskaro (2850 m) de hoogste berg is, gelegen in de uiterste zuidwestelijke punt van de regio op de grens met Goeria bij het kuuroord Sairme. Het is tevens de hoogste berg van het Meschetigebergte.

## Bestuurlijke onderverdeling
Imereti heeft één stadsgemeente en elf rurale gemeenten: 
| - Koetaisi (stad) - Bagdati - Charagaoeli - Choni - Samtredia - Satsjchere | - Terdzjola - Tkiboeli - Tsjiatoera - Tskaltoebo - Vani - Zestafoni |

De regio heeft in totaal 548 bewoonde kernen:
- Elf steden: Baghdati, Choni, Koetaisi, Samtredia, Satsjchere, Terdzjola, Tkiboeli, Tsjiatoera, Tskaltoebo, Vani, Zestafoni
- Drie daba's: Charagaoeli, Koelasji en Sjorapani
- 535 dorpen, waaronder Kuuroord Sairme. De dorpen zijn ingedeeld in 163 administratieve gemeenschappen (თემი, temi).

Het oostelijke deel van de gemeente Satsjchere ligt in de praktijk in Zuid-Ossetië en staat feitelijk niet onder Georgisch gezag. Hier woont een deel van de Georgische gemeenschap in Zuid-Ossetië. Twee checkpoints in het gebied worden in de praktijk gesloten gehouden door de Zuid-Osseetse zijde.

## Demografie
Imereti telde op 1 januari 2024 442.265 inwoners, een daling van ruim 17% ten opzichte van de volkstelling van 2014. Precies de helft van de bevolking woont in stedelijk gebied. Imereti is een van de sterkst krimpende regio's van Georgië, waarbij de krimp opvalt van Koetaisi, lange tijd de tweede stad van het land.
| Koetaisi (stad) | 128.203 | 162.787 | 194.297 | 234.870 | 185.965 | - | 147.635 | 135.201 | 125.589 |
| Bagdati | 29.560  | 30.973  | 30.056  | 29.053  | 29.235  | - | 21.582  | 18.701  | 15.928  |
| Charagaoeli | 36.486  | 35.591  | 31.948  | 28.702  | 27.885  | - | 19.473  | 18.717  | 17.885  |
| Choni | 32.548  | 32.718  | 37.968  | 34.979  | 31.749  | - | 23.570  | 21.436  | 19.169  |
| Samtredia | 62.556  | 67.141  | 65.400  | 64.504  | 60.456  | - | 48.562  | 44.048  | 39.336  |
| Satsjchere*** | 38.202  | 45.552  | 44.859  | 44.968  | 46.590  | - | 37.775  | 35.253  | 32.359  |
| Terdzjola | 43.847  | 46.438  | 44.709  | 44.019  | 45.496  | - | 35.563  | 31.853  | 28.555  |
| Tkiboeli | 44.411  | 42.733  | 39.451  | 36.686  | 31.132  | - | 20.839  | 18.223  | 15.755  |
| Tsjiatoera | 64.562  | 72.059  | 69.582  | 68.501  | 56.341  | - | 39.884  | 38.550  | 36.696  |
| Tskaltoebo | 62.389  | 67.086  | 69.738  | 75.061  | 73.889  | - | 56.883  | 47.867  | 39.227  |
| Vani | 40.999  | 41.505  | 38.346  | 35.369  | 34.464  | - | 24.512  | 21.645  | 18.828  |
| Zestafoni | 68.196  | 73.975  | 72.835  | 75.539  | 76.208  | - | 57.628  | 55.489  | 52.938  |
| * Uit onderzoek na volkstelling 2014 is gebleken dat volkstelling 2002 8-9 procent te hoog is uitgevallen. **Gecorrigeerde data op basis van retro-projectie 1994-2014 i.s.m. VN *** Een deel van Satsjchere ligt buiten Georgisch overheidsgezag en wordt sinds 2002 niet meegeteld. |         |         |         |         |         |   |         |         |         |

### Etniciteit en religie
De bevolking van Imereti bestaat vrijwel geheel uit Georgiërs (99,3%). Etnische  Russen zijn met nog geen 0,3% de grootste minderheidsgroep. De meeste inwoners zijn lid van de Georgisch-Orthodoxe Kerk (98,8%). Volgens de volkstelling van 2014 leven er verder 1473 Jehova's getuigen (0,3%) en 931 moslims in Imereti.